# Alopia glauca
Alopia glauca is een slakkensoort uit de familie van de Clausiliidae. De wetenschappelijke naam van de soort werd voor het eerst geldig gepubliceerd in 1853 door E.A. Bielz.